# Anders Jenssen
Anders Finjord Jenssen (ur. 10 października 1993 w Harstad) – norweski piłkarz występujący na pozycji środkowego obrońcy w norweskim klubie Tromsø IL.

## Kariera klubowa

### Tromsdalen UIL
W 2015 roku przeszedł do drużyny Tromsdalen UIL. W sezonie 2016 jego zespół zajął pierwsze miejsce w tabeli i awansował do wyższej ligi. W OBOS-ligaen zadebiutował 2 kwietnia 2017 w meczu przeciwko Åsane Fotball (2:0), w którym zdobył swoją pierwszą bramkę w lidze.

### Tromsø IL
8 lutego 2019 podpisał kontrakt z klubem Tromsø IL. Zadebiutował 31 marca 2019 w meczu Eliteserien przeciwko Ranheim Fotball (1:2). Pierwszą bramkę zdobył 6 października 2019 w meczu ligowym przeciwko Kristiansund BK (5:0). W sezonie 2019 jego zespół zajął przedostatnie miejsce w tabeli i spadł do OBOS-ligaen. Po jednym sezonie spędzonym na drugim poziomie rozgrywkowym, jego drużyna zdobyła mistrzostwo ligi i awansowała do Eliteserien.

## Statystyki
(aktualne na dzień 7 sierpnia 2021)
| Klub               | Sezon              | Liga               | Liga  | Liga   | Puchar kraju | Puchar kraju | Suma  | Suma   |
| Klub               | Sezon              | Liga               | Mecze | Bramki | Mecze        | Bramki       | Mecze | Bramki |
| ------------------ | ------------------ | ------------------ | ----- | ------ | ------------ | ------------ | ----- | ------ |
| Harstad IL         | 2012               | 3. divisjon        | 18    | 1      | 2            | 0            | 20    | 1      |
| Harstad IL         | 2013               | 2. divisjon        | 22    | 0      | 1            | 0            | 23    | 0      |
| Harstad IL         | Ogólnie            | Ogólnie            | 40    | 1      | 3            | 0            | 43    | 1      |
| Finnsnes IL        | 2014               | 2. divisjon        | 26    | 0      | 2            | 0            | 28    | 0      |
| Finnsnes IL        | Ogólnie            | Ogólnie            | 26    | 0      | 2            | 0            | 28    | 0      |
| Tromsdalen UIL     | 2015               | 2. divisjon        | 18    | 2      | 4            | 0            | 22    | 2      |
| Tromsdalen UIL     | 2016               | 2. divisjon        | 25    | 3      | 3            | 0            | 28    | 3      |
| Tromsdalen UIL     | 2017               | OBOS-ligaen        | 23    | 1      | 1            | 0            | 24    | 1      |
| Tromsdalen UIL     | 2018               | OBOS-ligaen        | 29    | 3      | 2            | 1            | 31    | 4      |
| Tromsdalen UIL     | Ogólnie            | Ogólnie            | 95    | 9      | 10           | 1            | 105   | 10     |
| Tromsø IL          | 2019               | Eliteserien        | 19    | 1      | 3            | 0            | 22    | 1      |
| Tromsø IL          | 2020               | OBOS-ligaen        | 24    | 0      | 0            | 0            | 24    | 0      |
| Tromsø IL          | 2021               | Eliteserien        | 13    | 0      | 1            | 0            | 14    | 0      |
| Tromsø IL          | Ogólnie            | Ogólnie            | 56    | 1      | 4            | 0            | 60    | 1      |
| Ogólnie w karierze | Ogólnie w karierze | Ogólnie w karierze | 217   | 11     | 19           | 1            | 236   | 12     |

## Sukcesy

### Tromsdalen UIL
- Mistrzostwo 2. divisjon (1×): 2016

### Tromsø IL
- Mistrzostwo OBOS-ligaen (1×): 2020